# Антонювка (Зволенський повіт)
Антонювка (пол. Antoniówka) — село в Польщі, у гміні Полічна Зволенського повіту Мазовецького воєводства.
Населення — 194 особи (2011).
У 1975-1998 роках село належало до Радомського воєводства.

## Демографія
Демографічна структура станом на 31 березня 2011 року:
|          | Загалом | Допрацездатний вік | Працездатний вік | Постпрацездатний вік |
| -------- | ------- | ------------------ | ---------------- | -------------------- |
| Чоловіки | 98      | 21                 | 72               | 5                    |
| Жінки    | 96      | 20                 | 58               | 18                   |
| Разом    | 194     | 41                 | 130              | 23                   |